# Уорнер, Алан
Алан Уорнер (род. 1964[…], Обан, Аргайл) — шотландский писатель. Наиболее известен романами — «Морверн Каллар» и «Сопрано». Лауреат нескольких литературных наград.

## Биография
Родителям Уорнера было за сорок, когда он родился, они занимались доставкой угля в Малле, владели магазином в Килчоане и небольшой гостиницей в Обане, пока в 1963 году не купили отель Marine Hotel на 42 номера рядом с паромной переправой в Обане.
Интерес к чтению вспыхнул в пятнадцать лет, когда он купил три романа, обложки которых предполагали истории с сексуальным уклоном: «Выпускник» Чарльза Уэбба, «Имморалист» Андре Жида и «Посторонний» Альбера Камю. В интервью Scottish Review of Books в 2011 году он объяснил: «Я полагал, что романы — это вид искусства, который встречается только в других странах, а в Шотландии угас примерно со времён Вальтера Скотта. Очень любопытное, но искреннее предположение. С другой стороны, я мог бы возразить, что это произошло потому, что местные книжные магазины были забиты Скоттом и не имели ни одного произведения современной шотландской литературы».
Переехав в Лондон, поступил в Университет Западного Лондона. Вернувшись в Шотландию, поступил в Университет Глазго, где написал диссертацию о Джозефе Конраде и теме самоубийства. Затем он некоторое время участвовал в испанской рейв-сцене, после чего работал в Шотландии помощником машиниста поезда, музыкантом и барменом.
Дебютный роман Уорнера, «Морверн Каллар» (1995), имевший большой успех, получил премию Сомерсета Моэма. За ним последовал роман These Demented Lands (1997), получивший премию Encore. Его третий роман The Sopranos (1998) получил премию Saltire Society’s Scottish Book of the Year Award.
С тех пор он опубликовал романы «Человек, который ходит» (The Man Who Walks, 2002), образную и сюрреалистическую черную комедию; «Черви могут унести меня в рай» (The Worms Can Carry Me to Heaven, 2006), представляющую собой воспоминания больного испанского плейбоя.
По роману «Морверн Каллар» был снят одноимённый фильм, режиссёра Линн Рэмси. Алан Шарп и Майкл Кейтон-Джонс адаптировали роман «Сопрано» для экранизации. Премьера фильма под названием Our Ladies состоялась в 2019 году, режиссёром стал Кэтон-Джонс.
По мотивам «Сопрано» была поставлена пьеса Ли Холла «Наши леди» (Our Ladies of Perpetual Succour), премьера которой состоялась в 2015 году.

## Признание и награды
Первые три романа Уорнера удостоились ряда литературных наград, в том числе премии Сомерсета Моэма. В 2003 году журнал Granta назвал его одним из двадцати «Лучших молодых британских романистов». В 2010 году его роман «Звёзды на ярком небе» был включён в лонг-лист Букеровской премии. В 2013 году был удостоен Мемориальной премии Джеймса Тейта Блэка за роман «Педаль мертвеца».

## Личная жизнь
В настоящее время Уорнер делит свое время между Шотландией и Хавеей, Испания. В 2016 году он был назначен писателем-резидентом Эдинбургского университета. В 2019 году стал старшим преподавателем творческого письма в Абердинском университете.

### Романы
- «Морверн Каллар» / Morvern Callar (1995)
- These Demented Lands (1997)
- The Sopranos (1998)
- The Man Who Walks (2002)
- The Worms Can Carry Me To Heaven (2006)
- The Stars in the Bright Sky (2010)
- The Deadman's Pedal (2012)
- Their Lips Talk of Mischief (2014)
- Kitchenly 434 (2021)
- Nothing Left to Fear from Hell (2023)